# ルートヴィヒ・ズートハウス
ルートヴィヒ・ズートハウス（ドイツ語：Ludwig Suthaus、1906年12月12日 - 1971年9月7日）はドイツのオペラ歌手（ヘルデンテノール）。 

## 経歴
ケルンで生まれる。ズートハウスの歌の才能は、彼の石工としての見習い時期に見出された。17歳のとき、彼はケルン音楽舞踊大学で学ぶ機会が与えられた。彼の教師であったユリウス・レンツは、当初は彼をバリトンだとみていたが、ズートハウスに説得されて、テノールとして育てることにした。 
1928年、ズートハウスのデビューは、アーヘンにおける、リヒャルト・ワーグナー『ニュルンベルクのマイスタージンガー』ヴァルター・フォン・シュトルツィングであった。彼は1932年から1942年までシュトゥットガルト国立劇場に出演していたが、 ナチスに入党しなかったため、「政治的に不適格」と認定され解雇された。1941年から契約したベルリン国立歌劇場や、1943年に出演したバイロイト音楽祭ではそのような認定はされなかったようで、再びマイスタージンガー達とデビューし、以来、様々な役で定期的に出演した。 
彼は残りの契約のためにベルリンにとどまったが、1949年に当時は東ベルリンとなったベルリン国立歌劇場から西ベルリンのベルリン・ドイツ・オペラに移籍した。 また、世界中で客演を行った。例えば、ウィーン国立歌劇場、ロンドンのロイヤル・オペラ・ハウス・コヴェント・ガーデン、ミラノのスカラ座、ミュンヘン国立劇場、ハンブルク国立歌劇場、パリオペラ座、サンフランシスコ・オペラなどである。 

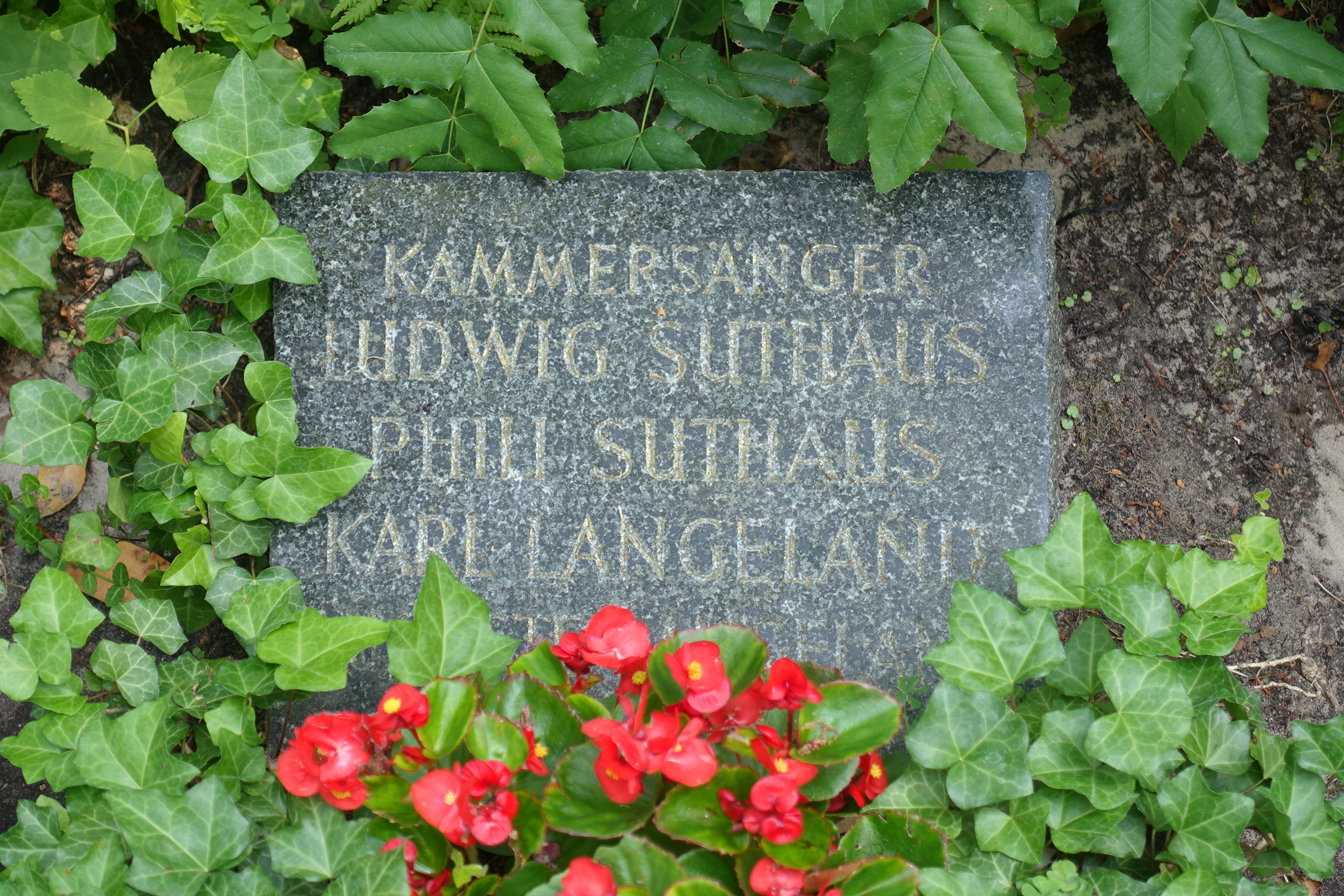
ルートヴィヒ・ズートハウスの墓

ルートヴィヒ・ズートハウスは、指揮者のヴィルヘルム・フルトヴェングラーの生涯最後の数年間において、お気に入りのワーグナー歌手の一人であった。共演の録音は『トリスタンとイゾルデ』（1952）、『ニーベルングの指環』ジークフリート（1953）、『ワルキューレ』（1954、フルトヴェングラーの最後の記録）である。 
ブリュッセルでのワーグナー客演公演からの帰り道、ズートハウスは1960年10月末にリンテルン近くのアウトバーンで重大な自動車事故に遭い、その結果、彼の歌手活動に終止符が打たれた。当時53歳。 
ルートヴィヒ・ズートハウスは1971年9月7日に第二の故郷ベルリンでわずか64歳で亡くなった。 彼の墓はベルリン＝ウエストエントの州立のヘール通り墓地にある（墓の場所：II-Ur 3-124）。 
ズートハウスは教会音楽家でコンサートオルガニストのハンス＝ヨアヒム・シュッケの大叔父にあたる。

## 評価
ルートヴィヒ・ズートハウスの声は、 ラウリッツ・メルヒオールのような金属的な輝きや声のエネルギーはなかったが、柔らかく、憂鬱な、心良い響きがあった。彼の活動期間中はデンマーク人（メルヒオール）だけでなく、ギュンター・トレプトウ、マックス・ロレンツ、ベルント・アルデンホフ、ラモン・ヴィナイなど、より強力な声を持つ他のテノールの陰に隠れがちであった。 
あらためて振り返ってみると、彼は声の文化度、強固さ、フレージング能力の点でこれらの4人を超えている。そのためメルヒオールやジョン・ヴィッカーズと並んで －特にトリスタンで最も心を動かされる歌手として－ 今日でも評価されている。 

## 音声サンプル
- Richard Wagner, Die Meistersinger von Nürnberg, III. Aufzug: „Morgenlich leuchtend im rosigen Schein“ (Orchester der Bayreuther Festspiele, Hermann Abendroth, 1943; MP3, 778 kB)
- Richard Wagner, Die Walküre, II. Aufzug: „So grüße mir Walhall“ (Orchester der Städtischen Oper Berlin, Ferenc Fricsay, 1951; MP3, 745 kB)
- Richard Wagner, Die Walküre, I. Aufzug: „Winterstürme wichen dem Wonnemond“ (Berliner Philharmoniker, Wilhelm Furtwängler, 1954; MP3, 552 kB)
- Richard Wagner, Rheingold, zweites Bild: „Immer ist Undank Loges Lohn“ (Orchester der Bayreuther Festspiele, Hans Knappertsbusch, 1956; MP3, 732 kB)